# Língua karbi
A língua Karbi, também chamada Mikir ou Arleng, é falada pelo povo Karbi de Assam. Pertence à família das línguas sino-tibetanas, mas sua exata posição na classificação ainda é incerta. Bradley (1997) classifica as línguas Mikir como um ramo “aberrante” das línguas kukishes, mas Thurgood (2003) prefere deixá-la não classificada dentro das Sino-Tibetanas.
Há alguma diversidade dessa língua em relação aos dialetos da Amri, que são suficientemente distintos para que se considere karbi uma língua separada.

## Escritas
Como a maioria das línguas das tribos das montanhas do nordeste, o Karbi não tem uma escrita própria, sendo esxcrito no alfabeto latino, ocasionalmente, na forma da língua inglesa em alfabeto roman  ou mesmo na escrita da língua assamesa. Os primeiros textos escritos em Karbi foram produzidos por missionários cristãos, especialmente da Missão Batista Americana e da Igreja Católica. Os missionários produziram um jornal em Karbi intitulado Birtaem 1903. Um Vocabulário de Inglês e Mikir produzido pelo Rev. R.E. Neighbour contendo frases e ilustrativos foi publicado em 1878 e pode ser chamado o primeiro dicionário Karbi, Sardoka Perrin Kay produziu ainda o Dicionário Inglês-Mikir Dicionário", publicado em 1904. Sir Charles Lyall e Edward Stack  escreveram a obra  ‘’Mikirs’’ em 1908 com os primeiros detalhes etnográficos sobre os karbis e G.D. Walker publicou em 1925 um Dicionário da língua Mikir Language, completando a lista de alguns dos primeiros livros importantes sobre os karbis, sua língua gramática
.
Os karbis tem uma rica tradição oral. O Mosera (recordando o passado) , uma longa narrativa popular que descreve a origem, a  migração e as provações dos karbis, é um exemplo